# Potentilla tikhomirovii
Potentilla tikhomirovii är en rosväxtart som beskrevs av B.A. Jurtzev. Potentilla tikhomirovii ingår i Fingerörtssläktet som ingår i familjen rosväxter. Inga underarter finns listade i Catalogue of Life.